# معجزه

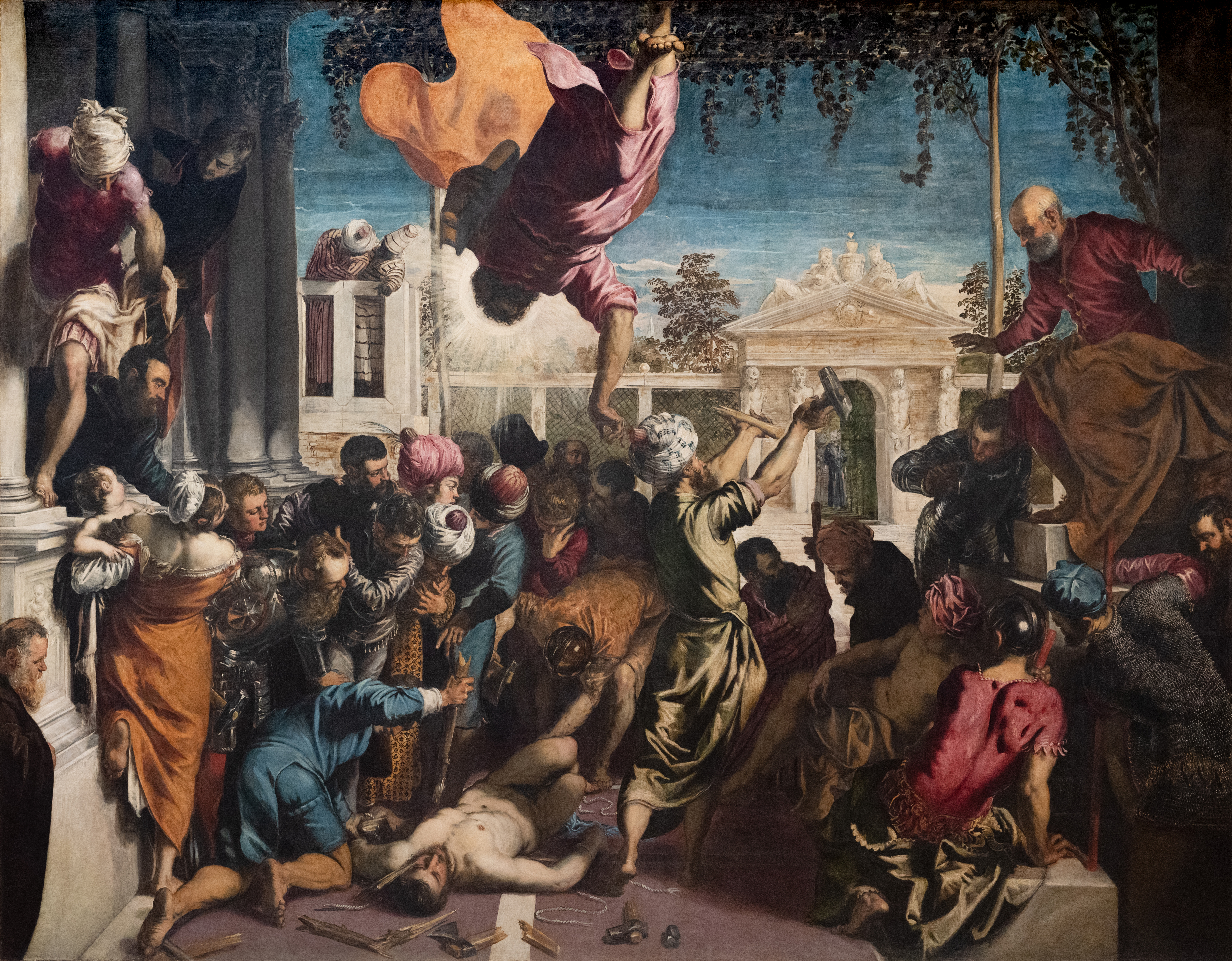
پرتره معجزه برده اثر تینتورتو در سال ۱۵۴۸، مربوط به صحنه ای از زندگی مرقس

معجزه، رویداد یا اتفاقی است که نمی‌توان آن را به روش علمی بررسی و اثبات کرد. معجزه را می‌توان به قدرتی فراطبیعی مانند جادو یا به پیامبر یا قدیس نسبت داد.
به‌طور غیر رسمی، کلمهٔ معجزه معمولاً برای توصیف اتفاقاتی است که احتمالی و بعید به‌نظر می‌رسد، ولی با قوانین طبیعت مغایرت ندارد. مانند زنده ماندن از یک فاجعهٔ طبیعی یا بهبود یافتن بیماری که زنده ماندنش بعید به نظر می‌رسد.
یک معجزه واقعی، یک پدیدهٔ غیر طبیعی است و این موضوع باعث می‌شود بسیاری از اندیش‌گران، معجزه را مغایر با قوانین طبیعت و از نظر فیزیکی ناممکن بدانند. (برای تأییدپذیری نیاز به نقض قوانین فیزیکی است)
در اندیشهٔ اسلامی معجزه امری است که از راه علل ماوراءطبیعی با ارادهٔ خدا از شخص مدعی نبوت به نشانهٔ صدق ادعای وی، همراه با مبارزه‌طلبی آشکار می‌شود.
معجزه واژه‌ای عربی و مترادف با واژهٔ اعجاز است که از ریشه لغوی عجز به معنی ناتوانی گرفته شده‌است؛ بنابراین واژهٔ اعجاز به چیزی گفته می‌شود که یک انسان عادی از انجام آن ناتوان است.

## در ادیان

### اسلام
در اندیشه اسلامی، معجزه، امری است که از راه علل ماوراء طبیعی با اراده خدا از شخص مدّعی نبوت به نشانه صدق ادّعای وی همراه با مبارزه طلبی آشکار می‌شود.
در کلام قدیم علامه حلی نیز گفته‌است: «ونعنی بالمعجزة ثبوت ما لیس بمعتاد مع خرق العادة و مطابقة الدعوی …» معجزه ثبوت چیزی است که معمول و عادی نباشد یا نفی چیزی است که معمول و عادی نیست به شرطی که همراه خرق عادت و مطابق دعوای نبوت باشد.
- دفاع متکلمان از امکان وقوع معجزه:

در قرآن کنترل تمامی امور به خداوند نسبت داده می‌شود و خدا صاحب قدرت مطلق تمام جهان به‌شمار می‌آید. جهت فهم اینکه خداوند چگونه طبیعت را کنترل می‌کند و چگونه می‌توان معجزات را فهمید متکلمان و فلاسفه مسلمان در قرون وسطی نظریاتی در مورد ماهیت طبیعت ارائه کرده‌اند. فلاسفه مسلمان (تحت تأثیر سنت فلسفه یونان) بر این باور بودند که طبیعت اساساً از چهار عنصر «آب، باد، خاک و آتش» تشکیل شده و خداوند به هر کدام از این عناصر خواص مخصوص به خود را اعطا کرده‌است؛ مثلاً علت حرکت یک سنگ به سمت زمین داشتن عنصر خاک فرض می‌شده است. اما رقیبان فلاسفه، یعنی متکلمان، با این دیدگاه مخالف بودند و استدلال می‌کردند که حتی اگر بپذیرند که خداوند این خواص را به عناصر عطا کرده است، این خواص خود علت پیشامدها شده و بدین سان کنترل مستقیم خداوند بر اتفاقات از بین می‌رود. جهت دفاع از قدرت مطلق خداوند در مقابل روابط علت و معلولی ثانویه مستقل، متکلمان (مانند غزالی) نظریه روبرو را تهیه کردند و از آن، جهت دفاع از وقوع معجزات نیز استفاده می‌جستند: مواد در طبیعت از ذره‌های یکنواختی تشکیل شده‌است که وجود آن‌ها و همچنین ویژگی‌هایی که دارند وابسته به آن است که خداوند در هر لحظه آن‌ها را به همراه خواصی مجدداً خلق کند، خواصی که شامل رنگ و شالوده و امکانات خواص دیگر است. جهت افتادن یک سنگ، خداوند در هر لحظه می‌بایست خاصیت سنگینی را در جرم ماده خلق و در لحظه بعد مجدد خلق کند تا زمانی که سنگ به زمین برسد. اما خداوند این اختیار را دارد که خاصیت سبکی به سنگ اعطا کند و باعث شود که سنگ به بالا برود. از دیدگاه متکلمینی مانند غزالی، قوانین علت و معلولی «ظاهری و نه واقعی» بوده؛ این روال معمول اتفاق افتادن وقایع تنها عادت الهی می‌باشد. علت مستقیم لحظه‌ای هر چیز خداوند است و نه یک سری قوانین علت و معلولی مستقل بوده و این وقوع معجزه را ممکن می‌سازد.
به عقیده متکلمان شیعه معجزه منافاتی با اصل علیت ندارد. معجزه، کاری برخلاف عادت است که علت آن، یا علت طبیعی ناشناخته است یا علت فراطبیعی یا ترکیبی از هر دو است.
قرآن، معجزات بسیاری را از پیامبران نقل کرده که هر یک از آن‌ها متناسب با زمان ظهور آن پیامبر بوده و برخی از آن‌ها حسی و برخی عقلی می‌باشند؛ مثلاً ناقه صالح، زنده کردن مردگان توسط عیسی، تبدیل عصای موسی به اژدها، ید بیضاء، زنده ماندن ابراهیم در آتش و قرآن.

#### اعجاز قرآن
اعجاز قرآن از مباحث مهم علوم قرآنی، کلام اسلامی و ادبیات عرب است که به دلایل "معجزه بودن" قرآن می‌پردازد که به اعتقاد متکلمان اسلامی به عنوان روشن‌ترین دلیل پیامبری محمد مطرح است. اعجاز لغتی عربی به معنای عاجز ساختن است و اگرچه در قرآن مستقیماً به کار نرفته، اما قرآن "مخالفان را دعوت به آوردن ده و حتی یک سوره مشابه سوره‌های قرآن می‌کند" (تحدی) و تأکید می‌کند که "هرگز کسی نخواهد توانست این کار را انجام دهد.

### بودیسم
نوشتار اصلی: معجزات گوتاما بودا
Haedong Kosung-jon از کره (زندگینامه راهبان عالی) گزارش می‌دهد که پادشاه بئوپ هئونگ سیلا می‌خواست بودیسم را به عنوان دین دولتی تبلیغ کند. اما مقامات دربار با او مخالفت کردند. در چهاردهمین سال سلطنت خود، «منشی بزرگ» بئوفونگ، ایشادون، راهبردی برای غلبه بر مخالفت دربار ابداع کرد. ایشادون با شاه نقشه کشید و او را متقاعد کرد که با استفاده از مهر سلطنتی، اعلامیه‌ای صادر کند که به بودیسم مجوز رسمی دولتی بدهد. ایشادون به پادشاه گفت که وقتی مقامات مخالف آن را دریافت کردند و خواستار توضیح شدند، چنین اعلامیه‌ای را انکار کند. در عوض، ایشادون اعتراف می‌کرد و مجازات اعدام را می‌پذیرفت، زیرا به سرعت به عنوان جعلی تلقی می‌شد. ایشادون به پادشاه پیشگویی کرد که در اعدام او یک معجزهٔ شگفت‌انگیز در جناح مخالف دربار را به قدرت بودیسم متقاعد خواهد کرد. طرح ایشادون طبق برنامه پیش رفت و مقامات مخالف طعمه را گرفتند. هنگامی که ایشادون در پانزدهمین روز از ماه نهم در سال ۵۲۷ اعدام شد، پیشگویی او محقق شد. زمین لرزید، خورشید تاریک شد، گل‌های زیبا از آسمان بارید، سر بریده‌اش به سمت کوه‌های مقدس گئومگانگ پرواز کرد و از جسد سر بریده‌اش شیر به جای خون به ۱۰۰ فوت در هوا پاشید. این فال توسط مقامات درباری مخالف به عنوان مظهر تأیید بهشت پذیرفته شد و بودیسم در سال ۵۲۷ میلادی به عنوان دین دولتی تبدیل شد.
Honchō Hokke Reigenki (حدود ۱۰۴۰) ژاپن شامل مجموعه‌ای از داستان‌های معجزهٔ بودایی است.
معجزات نقش مهمی در احترام به یادگارهای بودایی در جنوب آسیا دارند؛ بنابراین، Somawathie Stupa در سری‌لانکا به لطف گزارش‌های متعدد دربارهٔ پرتوهای معجزه‌آسا نور، مظاهر و افسانه‌های مدرن، که اغلب در عکس‌ها و فیلم‌ها ثابت شده‌اند، یک مکان فزاینده محبوب برای زیارت و مقصد گردشگری است.

### مسیحیت
مقالات اصلی: معجزات عیسی و هدیه معجزات
اناجیل سه نوع از معجزات انجام شده توسط عیسی را ذکر می‌کند: جن‌گیری، درمان، و شگفتی‌های طبیعت. در انجیل یوحنا از معجزات به عنوان «نشانه‌ها» یاد می‌شود و تأکید بر این است که خدا فعالیت عادی زیربنایی خود را به شیوه‌های قابل توجهی نشان می‌دهد. در عهد جدید، بزرگ‌ترین معجزه رستاخیز عیسی است، واقعه‌ای که برای ایمان مسیحی مرکزی است. عیسی در عهد جدید توضیح می‌دهد که معجزات با ایمان به خدا انجام می‌شود. «اگر به اندازه دانه خردل ایمان داری، می‌توانی به این کوه بگویی از اینجا به آنجا برو و کوه حرکت می‌کند.» (انجیل متی ۱۷:۲۰). پس از بازگشت عیسی به بهشت، در کتاب اعمال رسولان ثبت شده‌است که شاگردان عیسی از خدا دعا می‌کنند تا معجزاتی به نام او انجام شود تا بینندگان را متقاعد کند که او زنده است. (اعمال رسولان ۴:۲۹–۳۱).
آیات دیگر به پیامبران دروغین اشاره می‌کند که قادر خواهند بود برای فریب دادن «در صورت امکان حتی برگزیدگان مسیح» معجزاتی انجام دهند (متی ۲۴:۲۴). دوم تسالونیکیان ۲: ۹ می‌گوید: "و آنگاه آن شریر آشکار خواهد شد که خداوند او را با روح دهان خود هلاک خواهد کرد و با درخشندگی آمدن خود هلاک خواهد نمود. حتی او را که آمدنش پس از عمل شیطان است. تمام قدرت و نشانه‌ها و شگفتی‌های دروغین، و با تمام فریب‌پذیری ناراستی در آنانی که از بین می‌روند؛ زیرا آن‌ها عشق حقیقت را دریافت نکردند تا نجات یابند.» مکاشفه ۱۳: ۱۳، ۱۴ می‌گوید: «و او شگفتی‌های بزرگی انجام می‌دهد، به طوری که آتش را از آسمان در نظر مردم بر زمین فرود می‌آورد، و ساکنان زمین را به وسیله معجزاتی که داشت فریب می‌دهد. قدرت انجام دادن در نظر وحش، و به ساکنان زمین بگو که برای وحشی که زخم شمشیر داشت و زنده شد، شمایل بسازند.» مکاشفه ۱۶:۱۴ می‌گوید: "زیرا آن‌ها ارواح شیاطین هستند که معجزات می‌کنند و نزد پادشاهان زمین و تمام جهان می‌روند تا آن‌ها را در نبرد آن روز بزرگ خدای قادر مطلق جمع کنند." مکاشفه ۱۹:۲۰ می‌گوید: "و وحش گرفته شد، و با او نبی دروغینی که پیش از او معجزاتی انجام داد، و آن‌ها را که نشان وحش را گرفته بودند و آن‌ها را که شمایل او را می‌پرستیدند فریب داد. زنده در دریاچه‌ای از آتش که با گوگرد می‌سوزد." این عبارات نشان می‌دهد که نشانه‌ها، شگفتی‌ها و معجزات لزوماً توسط خداوند انجام نمی‌شود. این معجزات که توسط خداوند انجام نشده‌است، به عنوان معجزات دروغین (شبه) نامگذاری شده‌اند، هر چند که می‌تواند به این معنی باشد که ماهیت آن‌ها فریبنده است و با معجزات واقعی خدا یکسان نیست.
در مسیحیت اولیه، معجزات اغلب انگیزه‌های اثبات شده برای تغییر دین غیرمسیحیان بود. رومیان بت‌پرست وجود معجزات را بدیهی می‌دانستند. متون مسیحی که آن‌ها را گزارش می‌کنند، معجزاتی را به‌عنوان دلیل الهی بر ادعای منحصربه‌فرد خدای مسیحی برای اقتدار ارائه می‌کنند، و همه خدایان دیگر را به جایگاه پایین‌تر دایمون‌ها تنزل می‌دهند.«در میان همه عبادات، بهترین و ویژه‌ترین شیوه مسیحیت برای تبلیغ معجزاتِ خود، بیرون راندن ارواح و دست قرار دادن بود.». انجیل یوحنا حول «نشانه‌های» معجزه‌آسا ساخته شده‌است: موفقیت حواریون به گفته مورخ کلیسا، یوسبیوس قیصریه‌، در معجزات آن‌ها نهفته‌است: «اگرچه افراد غیر روحانی در زبان خود بودند»، او اظهار داشت، «آن‌ها از قدرت‌های الهی و معجزه‌آسا شجاعت می‌گرفتند. تبدیل کنستانتین توسط یک علامت معجزه‌آسا در بهشت نمونه برجسته قرن چهارم است.
از عصر روشنگری، معجزات اغلب نیاز به عقلانی شدن داشتند: سی.اس. لوئیس، نورمن گیسلر، ویلیام لین کریگ و دیگر مسیحیان قرن بیستم استدلال کرده‌اند که معجزات معقول و قابل قبول هستند. به عنوان مثال، لوئیس گفت که معجزه چیزی است که کاملاً غیرممکن است. اگر زن تا هزاران سال فقط با آمیزش جنسی با مرد باردار شود، اگر بدون مرد باردار شود، معجزه خواهد بود.
ادعاهای متعددی مبنی بر معجزه توسط افراد اکثر فرقه‌های مسیحی وجود داشته‌است، از جمله، اما نه محدود به شفاهای ایمانی و بیرون راندن شیاطین. گزارش‌های معجزه به ویژه در کاتولیک رومی و کلیساهای پنطیکاستی یا کاریزماتیک رایج است.

## نظر دانشمندان علوم طبیعی
دانشمندان امروزی جهان احتمالات را پالایش کرده‌اند از این رو ما به جای مشاهده همه حالت‌های ممکن، حالتی را می‌بینیم که از همه محتمل‌تر است. خروجی یک آزمایش مجموعه‌ای پیچیده از فرایندهای فیزیکی، شیمیایی، بیولوژیکی و کیهانی است که ممکن است به میلیون‌ها یا میلیاردها راه مختلف برود. با این وجود ما همیشه انتظار داریم نتایجی را مشاهده کنیم که بیشترین حد احتمالات را دارند.
بسیاری وقایع هستند که محتمل نیستند (احتمال وقوع‌شان بسیار بسیار ناچیز است) ولی ممکن هستند. اینکه هوای اتاق هم‌اکنون در مرکز اتاق فشرده و تبدیل به حبابی کوچک شود و کسانی که در اتاق نشسته‌اند خفه شوند ممکن است ولی محتمل نیست. خدای جهان، خدای احتمالات بیشینه است و قواعد علمی نیز تماماً بر همین اساس بنا شده‌اند ولی این خدا در مواردی نادر ممکن است به راه دیگری برود.

## نظرات فیلسوفان
امروز تنها تعداد کمی از فیلسوفان اینکه «خدا در زمان‌هایی در امور زمینی دخالت کند و برخی از قوانین طبیعی را تغییر دهد» را ناممکن می‌دانند. بدیهی است این امر در مورد فیلسوفانی صادق است که قبلاً به وجود خدا اعتقاد داشته باشند.
با این وجود بسیاری از فیلسوفان ضمن قبول امکان وقوع معجزه، پذیرش منطقی هرگونه «گزارش از وقوع معجزه» را زیر سؤال برده‌اند: حتی اگر فرض کنیم که گزارش‌ها ساختگی نیستند، این‌گونه گزارش‌ها صرفاً بر پایه شهادت چند نفر که امکان دارد بی‌طرف هم نباشند بنا شده‌اند در حالی که آگاهی ما از قوانین طبیعی بر پایه شواهد تجربی زیادی بنا شده‌است؛ بنابراین این گروه از فلاسفه (مانند دیوید هیوم) نتیجه می‌گیرند که منطقی‌ترین واکنش این است که هرگونه گزارش وقوع معجزه را خطای مشاهده قلمداد کنیم. فلاسفه دیگر اینچنین پاسخ می‌دهند که وجود شکل‌هایی از شواهد یعنی تأیید وقوع ماجرا توسط منابع سرشناس مستقل ممکن است در برخی موارد پذیرش حتی غیرمنتظره‌ترین وقایع را هم منطقی سازد. مخصوصاً این که بسیاری از معجزات مربوط به امری قابل رؤیت نیست. مانند کلامی که شیواییش خرق عادت گویندگان است. همان‌طور که قرآن کتاب مقدس مسلمانان خود را معجزه معرفی کرده و به اصطلاح تحدی می‌نماید. توماس دیکسون می‌گوید که برای کسانی که روش تجربه گرایی دیوید هیوم را می‌پذیرند، اگر چه لزوماً نتایجی که گرفته را نمی‌پذیرند، «تجربه حس مستقیم شخص» قضاوت نهایی را برای او کرده و بر عقاید شخصی، قوانین طبیعی و غیره غالب می‌شود. بزرگ‌ترین مانع برای پذیرش اینکه چنین وقایعی ممکن است روی دهد نداشتن تجربه مستقیم چنین وقایعی است.
مایکل لیواین «بیان اینکه معجزات با قوانین طبیعت در تضاد هستند» را از نظر فلسفی، یا علمی ناصحیح می‌پندارد زیرا قوانین طبیعی قصدش توصیف وقایعی است که علل طبیعی دارند و نه وقایعی که علل فراطبیعی دارند. زمانی که کسی فرض کند که واقعه‌ای علت فراطبیعی دارد، دیگر نمی‌تواند به قوانین طبیعی استناد کند. گروهی دیگر از فلاسفه هم امکان اثبات «تضاد وقوع یک واقعه با قوانین طبیعی» را رد کرده و می‌گویند که تمامی قوانین طبیعی شناسایی نشده‌اند و دانشمندان هیچ‌وقت در موقعیتی نخواهند بود که بتوانند همه آنچه طبیعت ممکن است تولید کند را شناسایی کنند؛ در نتیجه منطقی‌ترین راه مواجهه با چیزهایی که ظاهراً متناقض با قوانین طبیعی هستند، تلاش برای افزایش فهم از قوانین طبیعی می‌باشد.

### اسپینوزا

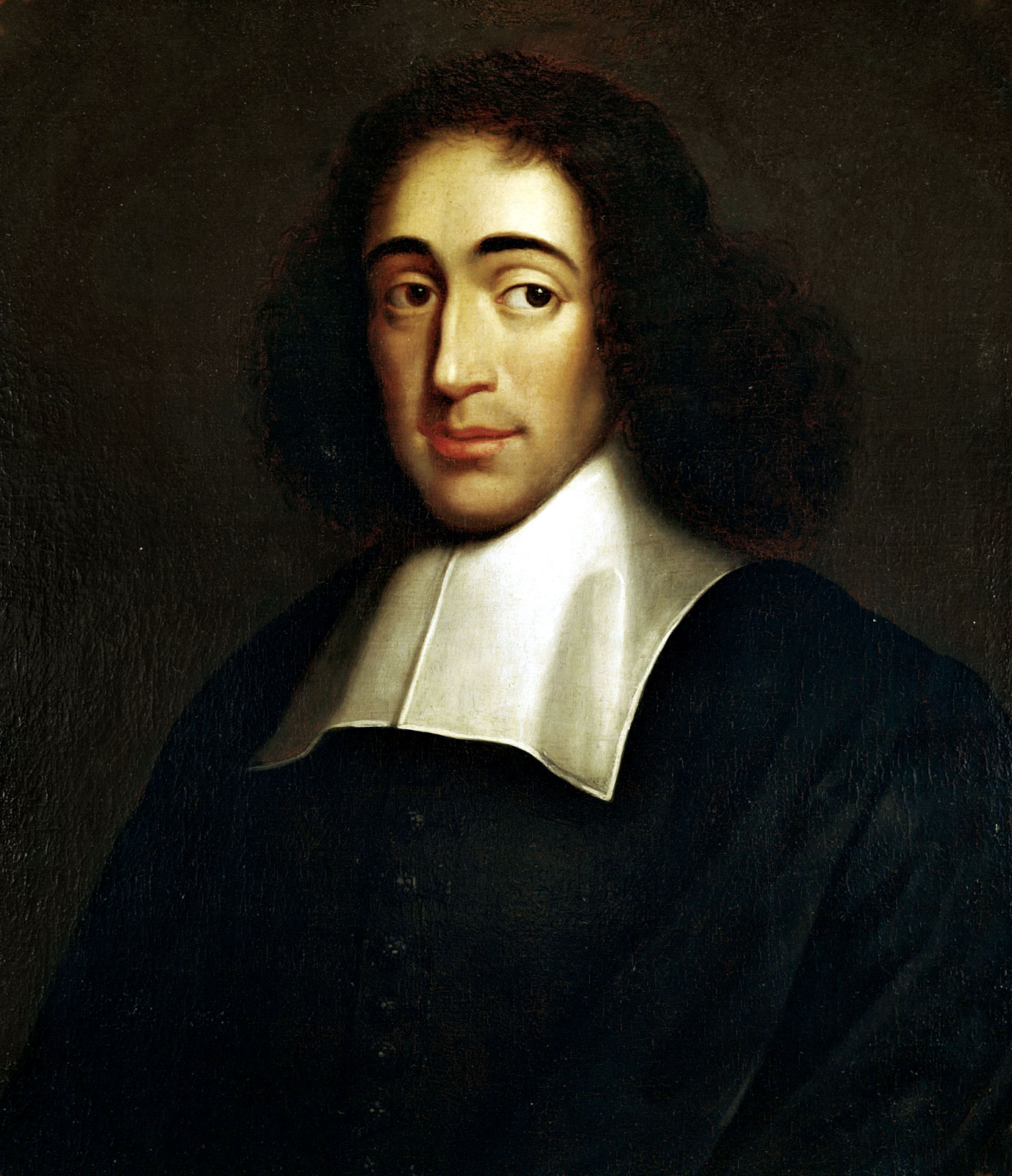
اسپینوزا

از نظر اسپینوزا جهان صحنه خیمه شب بازی نیست و خدا خیمه شب باز آن که آن را کنترل کند، خود از طریق معجزه قوانین طبیعت رانقض کند و زیر پا بگذارد و در صورت لزوم دوباره آن را به کار گیرد! خدا همان طبیعت است که در برگیرنده تمام علت‌ها و جوهرها است.
خدا برای اسپینوزا، خدایی نیست که جهان را از نیستی آفریده باشد. جهان ناآفریده‌است. نه آغازی داشته و نه پایانی برای آن در نظر گرفته شده‌است. جهان برای اسپینوزا، خدای جاودان و به عبارت دیگر صورت پدیداری الوهیت است. برای وی، خدا و طبیعت یکی هستند. این، عالیترین مفهوم متافیزیک اسپینوزاست.
فلسفه اسپینوزا سرشار و اشباع شده از خداست. او در جایی می‌گوید: من خواهان عشق عقلانی به خدا هستم. از این رو نگاه اسپینوزا یک جهان بینی علمی بسیار متعالی و زیباست به حدی که انیشتین را مجذوب خود می‌کند. انیشتین یک دانشمند و متفکر همه خدایی و یک اسپینوزایی بود. از این جهت نگاه ضد دینی اسپینوزا را در می‌یابید که او مخالف دیدگاه سنتی و ساده‌لوحانه ادیان ابراهیمی بود و آنان را ساخته ذهن بشر می‌دانست که ادعاهای متافیزیکی آنان مانند وحی (در جایی می‌گوید که پیامبران نسبت به بقیه دارای قدرت وحی نبودند بلکه دارای قدرت تخیل سرشار بودند)، معجزه‌ها (می‌گوید هیچ‌یک اتفاق نیفتاده بلکه بزرگ‌نمایی شده‌اند مثلاً طبق حرف تنخ یهودی، کوه شکافته نشد و چشمه بیرون نیامد بلکه چشمه خود به‌طور طبیعی بیرون آمده و فقط بزرگ نمایی شده و پیروان دین ساده‌لوحانه این را باور کرده‌اند یا کشتی یعقوب با خدا، شاید چیزی شبیه حمله صرع بوده‌است و… را همگی زیر سؤال برد. او در بخش ذیل از فصل یک کتاب اخلاق خود می‌گوید: هر چیزی علت طبیعی خودش را دارد از این رو باید سعی شود مانند دانشمندان مسائل دریافته شود و نه مانند ادیان که دلیل‌های ساختگی برای آنان می‌آورند.
به قول انیشتین: ادیان برای من چیزی جز نماد ضعف و جهل بشر نیست. گرچه به آن و پیروانش احترام می‌گذارم ولی داستان‌های کودکانه اش را قبول ندارم. (در نظر او و بسیاری از دانشمندان بزرگ دیگر که اغلب بی‌دین بوده و این گونه فکر می‌کنند (مثلاً ماری کوری) معجزات دینی با دیگر داستان‌ها و ماجراهای تخیلی مثلاً مانند داستان سفید برفی فرقی ندارند)
به‌طور خلاصه او خدا به عنوان واجب الوجود یا علت خود را رد می‌کند و آن را پناهگاه جهل می‌نامد مگر این که خدا همان طبیعت تصور شود.